# Aín
Aín là một đô thị trong tỉnh Castellón, Cộng đồng Valencia, Tây Ban Nha. Đô thị Aín có diện tích 12,29 km², dân số theo điều tra năm 2010 của Viện thống kê quốc gia Tây Ban Nha là 140 người. Đô thị Aín nằm ở khu vực có độ cao 498 mét trên mực nước biển.